# Миками, Сиори
Сиори Миками (яп. 三上 枝織 Миками Сиори, род. 6 января 1989, префектура Аомори) — японская сэйю. Сотрудничает с агентством Aoni Production. Наиболее известна по главным ролям Акари Акадзы и Кристы Ленц в аниме-сериалах Yuru Yuri и «Атака титанов» соответственно. В 2012 году удостоилась награды Seiyu Awards в категории «Лучшая начинающая актриса».

## Работы и роли

### Аниме-сериалы
- Shugo Chara! (2008) — школьница, ребёнок, девушка
- Skip Beat! (2008) — Кадзуми, Юмико
- Kämpfer (2009) — Масуми Нисино
- Saki (2009) — Ёко Кадомацу
- Net Miracle Shopping 2 (2010) — Джелли-тян
- Sacred Seven (2011) — Сиори
- Sakiika-kun (2011) — Кайбасира-тян
- Yuru Yuri (2011) — Акари Акадза
- Digimon Xros Wars (2011) — Кокомон
- YuruYuri♪♪ (2012) — Акари Акадза
- Shining Hearts: Shiawase no Pan (2012) — Эйри Ардет
- Haiyore! Nyaruko-san (2012) — Гутатан
- Hyouka (2012) — Канда, Саяма
- Атака титанов (2013) — Криста Ленц
- Ixion Saga DT (2013) — принцесса Экарлейт
- Amagi Brilliant Park (2014) — Коболи, Арше
- Momo Kyun Sword (2014) — Ринго
- Inari, Konkon, Koi Iroha (2014) — Омия-но-Мэ-но-Ками
- World Trigger (2014) — Харука Аяцудзи, Аоба Харукава
- Sega Hard Girls (2014) — Мега-CD
- Tsubu Doll (2014) — Хибари Нихоммацу
- Girl Friend BETA (2014) — Мэй Моридзоно
- Shingeki! Kyojin Chuugakkoo (2015) — Криста Ленц
- Yuru Yuri San☆Hai! (2015) — Акари Акадза
- Big Order (2016) — Рин Курэнай
- Flying Witch (2016) — Нао Исиватари
- Атака титанов 2 (2017) — Хистория Рейс (Криста Ленц)

### OVA
- Yuruyuri Nachu Yachumi! (2014) — Акари Акадза
- Chain Chronicle (2014) — Рифретте
- Big Order (2015) — Рин Курэнай

### Анимационные фильмы
- Shingeki no Kyojin Zenpen: Guren no Yumiya (2014) — Криста Ленц

### Drama CD
- Night Wizard 2nd edition Broom Maiden — Маи Яхаги
- Shimekirisama ni Oyurushi wo — Никко-тян

### Видеоигры
- Tales of the World: Radiant Mythology 2 (2009)
- Ys Seven (2009) — Айся
- Ys vs. Sora No Kiseki: Alternative Saga (2010) — Айся
- Lilpri (2010) — Нацуки Сасахара
- Valkyria Chronicles II (2010) — Коллен Цельсий, Джейд
- Gods Eater Burst (2011) — голос игрока
- Dynasty Warriors 8 (2013) — Гуань Иньпин[3]
- Natsuiro High School: Seishun Hakusho (2015) — Мэгу Микадзуки